# Coalizão Nacional Síria da Oposição e das Forças Revolucionárias

O logotipo do grupo.

A Coalizão (português brasileiro) ou Coligação (português europeu) Nacional Síria da Oposição e das Forças Revolucionárias (em árabe: الائتلاف الوطني لقوى الثورة والمعارضة السورية; em inglês: National Coalition for Syrian Revolutionary and Opposition Forces) é uma coalizão da oposição Síria que lutou contra o governo da família Assad.
Foi formado durante a Guerra Civil Síria, em um encontro em Doha, Qatar, em novembro de 2012.
O sírio Anas al-Abdah é o atual presidente do grupo. Outros proeminentes líderes foram Moaz al-Khatib, George Sabra, Ahmad Jarba e Hadi al-Bahra. Os ativistas Mohammed Qaddah, Nora al-Ameer e Abdul Hakim Bashar foram eleitos como vice-presidentes. Nasr al-Hariri foi eleito secretário-geral da entidade. Em 19 de março de 2013, Ghassan Hitto foi eleito primeiro-ministro pelo conselho do governo interino. Ele viria a renunciar ao cargo em 8 de julho do mesmo ano.
A coalizão também é reconhecida pelos países da OTAN, como Turquia, Estados Unidos e Reino Unido. A Liga Árabe e seus membros também reconhecem o grupo "representantes legítimos do povo sírio".